# Thời kỳ Trì trệ

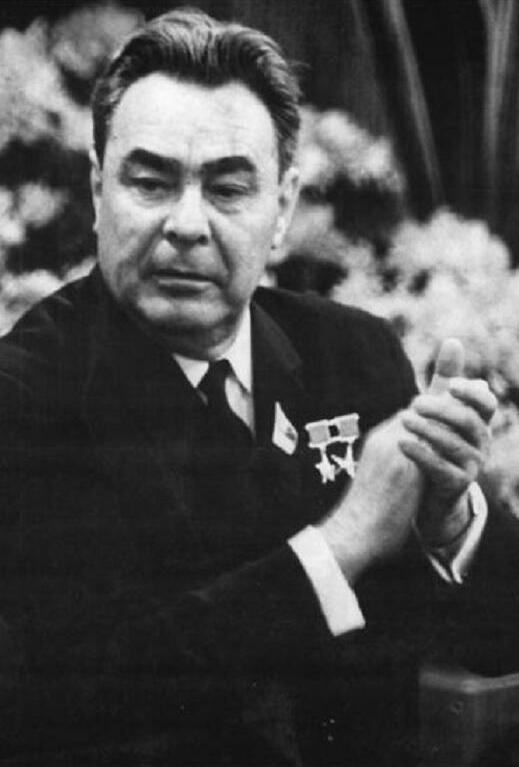
Tổng Bí thư Đảng Cộng sản Liên Xô Leonid Ilyich Brezhnev — giai đoạn do ông lãnh đạo nền kinh tế đình trệ, còn gọi "trì trệ"

Thời kỳ Trì trệ (tiếng Nga: Пери́од засто́я) hay còn gọi Kỷ nguyên Trì trệ (tiếng Nga: Эпо́ха засто́я) — là câu nói chính trị,  dùng để chỉ một giai đoạn trong lịch sử Liên Xô, kéo dài hơn hai thập kỷ được gọi là "Chủ nghĩa xã hội hiện thực" — từ thời điểm Leonid Ilyich Brezhnev nắm quyền (năm 1964) tới Đại hội Đảng Cộng sản Liên Xô lần thứ XXVII (tháng 2/1986), và thậm chí chính xác hơn - trước Hội nghị Trung ương Đảng tháng 1/1987, sau đó các cuộc cải cách toàn diện trong mọi lĩnh vực xã hội đã được diễn ra ở Liên Xô.

### Diễn biến tích cực của nền kinh tế

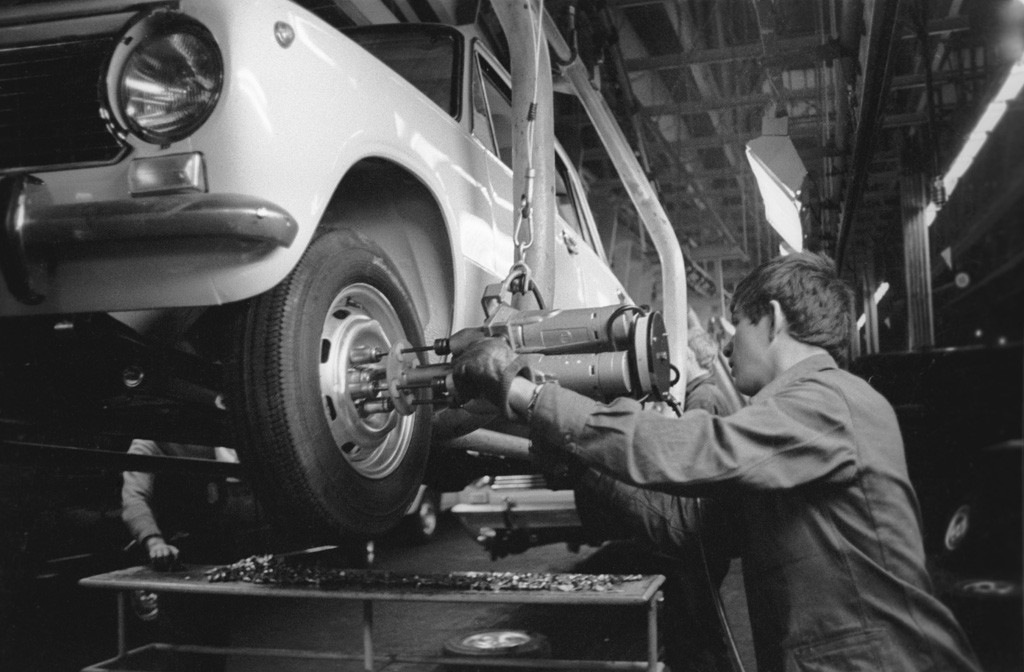
Nhà máy ô tô Volzhsky (VAZ), Tolyatti, năm 1969.

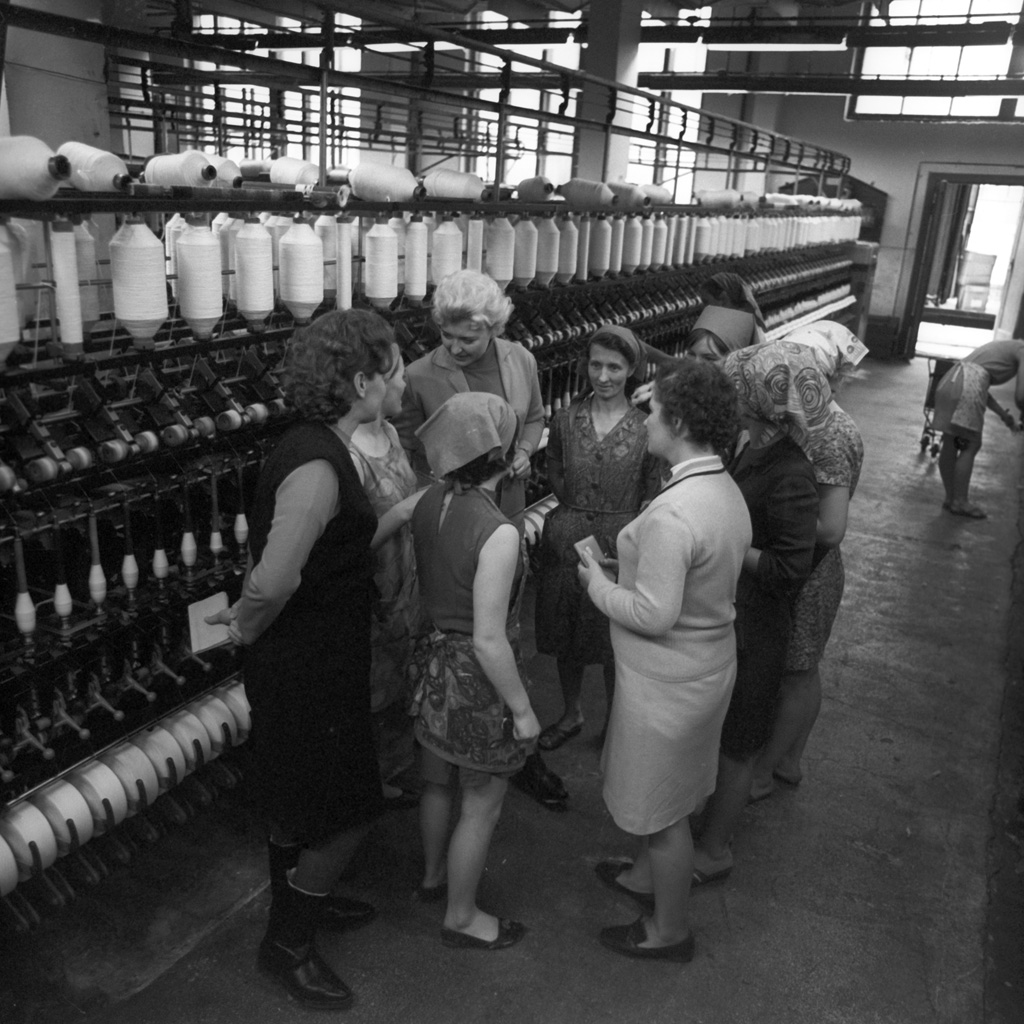
Nhà máy kéo sợi bông Lviv. Bí thư Huyện ủy Krasnoarmeyskiy thuộc Thành ủy Lviv I.Alayeva (giữa) và công nhân nhà máy năm 1970.

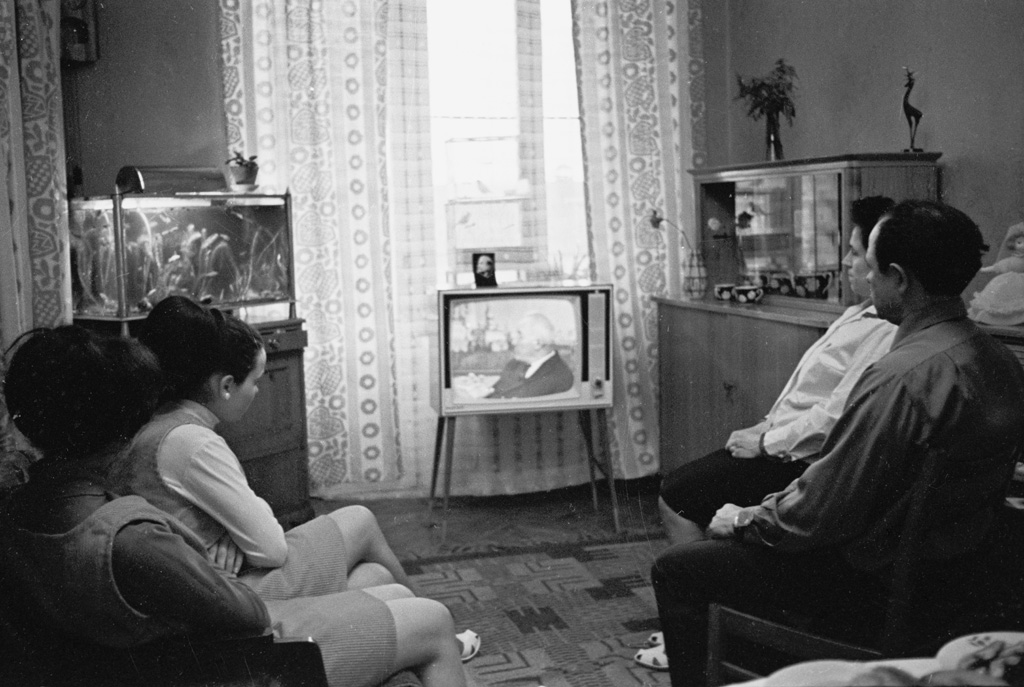
Gia đình Borshagin, công nhân của nhà máy dệt Sverdlov, khi nghỉ ngơi ở nhà vào buổi tối xem vô tuyến, Moskva, năm 1970

### Phát triển khu liên hợp dầu khí

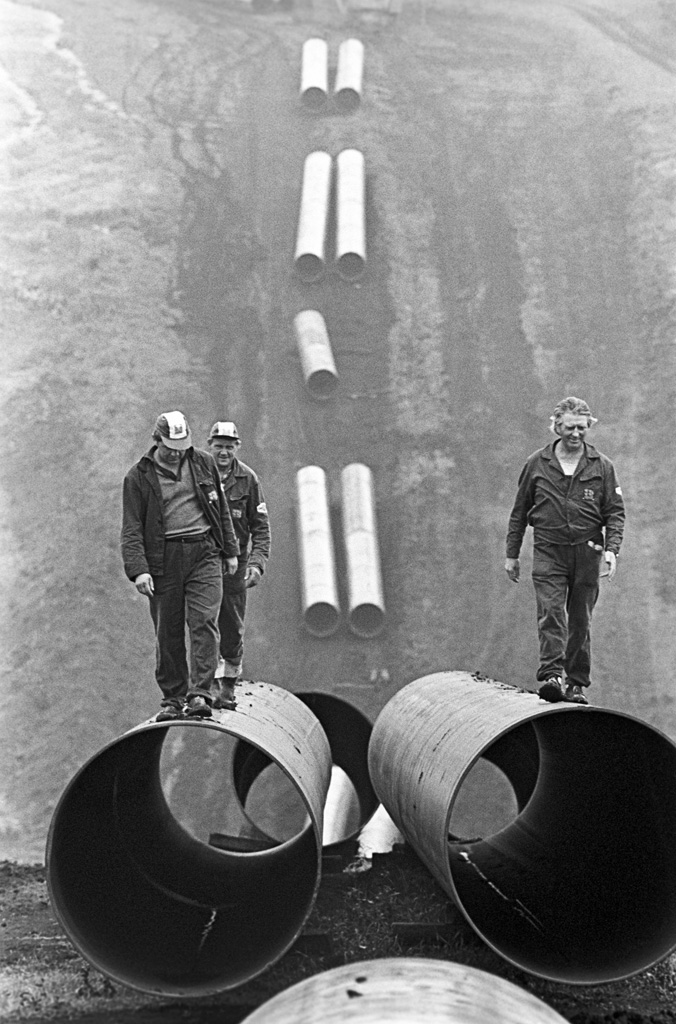
Công nhân đi bộ dọc theo đường ống của Orenburg - biên giới phía Tây của Liên Xô, 1976

### Chính sách đối ngoại

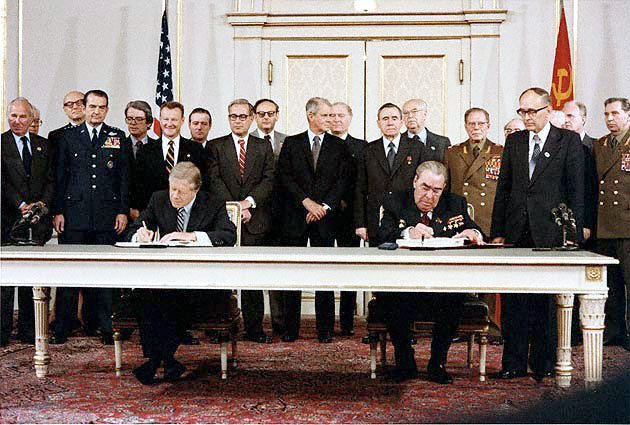
Brezhnev và Jimmy Carter ký Hiệp ước cắt giảm vũ khí chiến lược năm 1979

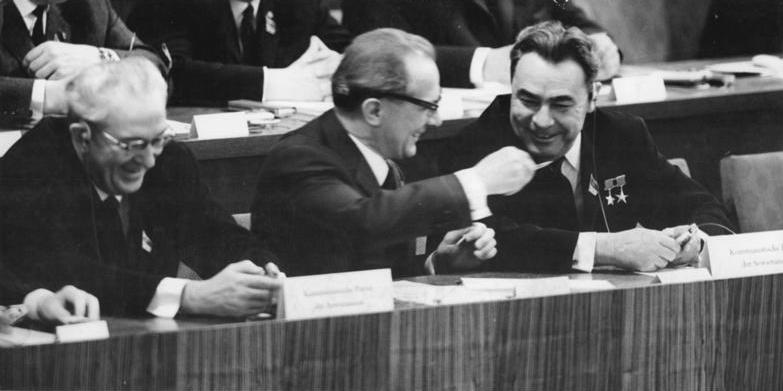
Yu Andropov, E. Honecker và L. Brezhnev. Năm 1967.

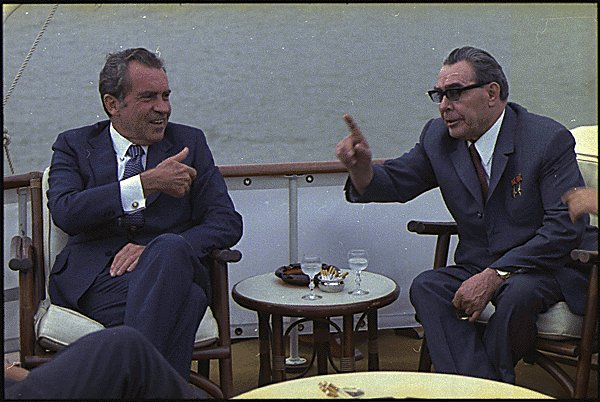
Leonid Brezhnev trong cuộc gặp với Richard Nixon

## Xã hội

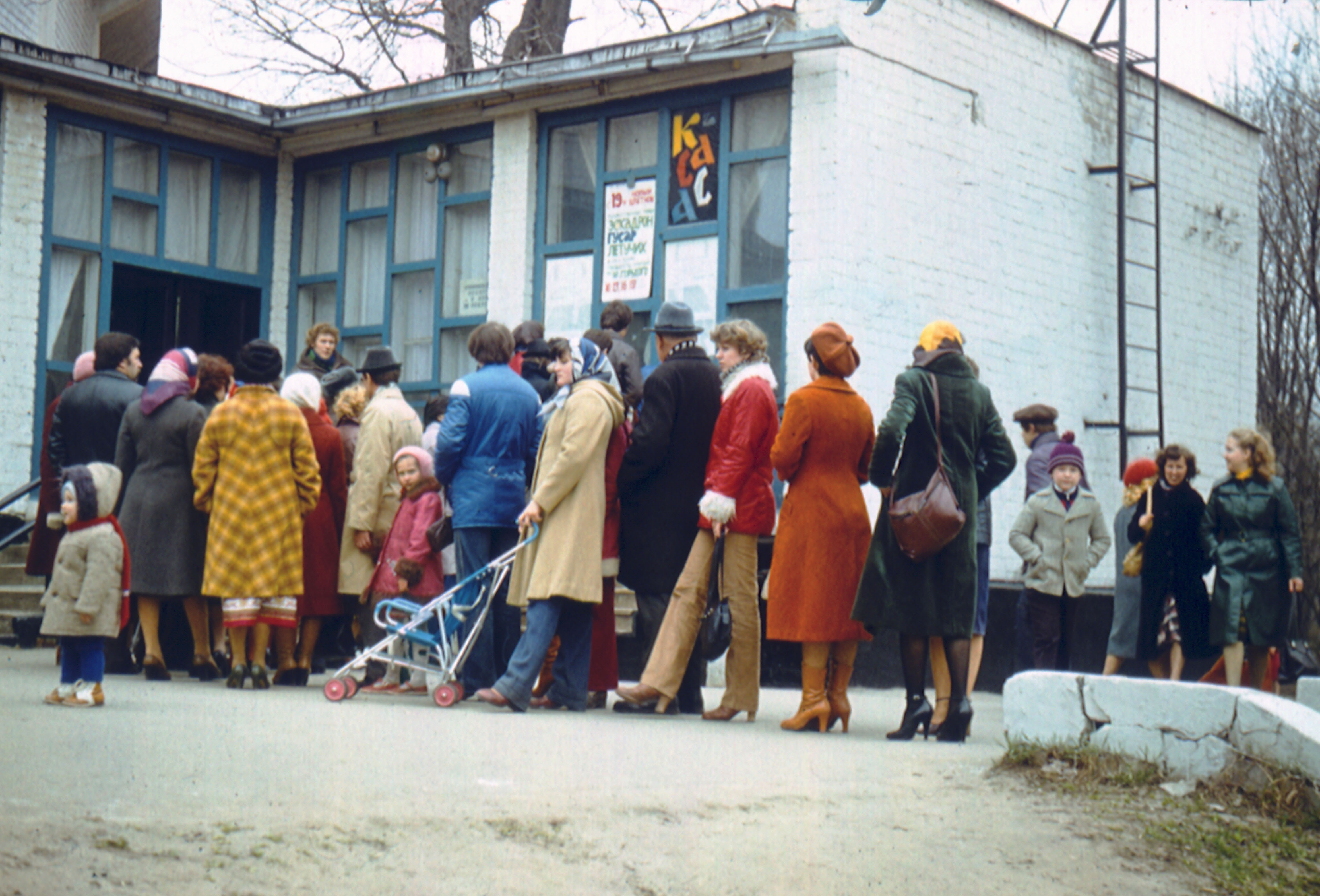
Người dân Liên Xô năm 1981: xếp hàng tại rạp chiếu phim ở Kharkov, phiên 10.00. 13.00, 16.00, 19.00